# Ruth Pointer
Ruth Esther Pointer, född 19 mars 1946, är en amerikansk sångerska som är mest känd som den äldsta och sista överlevande originalmedlemmen i familjens vokalgrupp Pointer Sisters.

## Karriär
Efter att Ruth anslutit till sina systrar 1972, i the Pointer Sisters så släppte de sitt första album 1973. Gruppen fick så småningom framgångar med låtar som " Yes We Can Can " (1973), deras country -crossover-hit, " Fairytale " (1974) och " How Long (Betcha Got a Chick on the Side) " innan Bonnies slutade 1977. Gruppen fortsatte som en trio och nådde sin största framgång när deras repertoar innehöll låtar av både rock, pop och new wave och med singlar som " Fire " (1978), " He's So Shy " (1980) och " Slow Hand " (1981).
Gruppen fick sin största framgång med släppet av Break Out- albumet 1983 som innehöll hits som "Automatic", "Jump (For My Love)", en återutgiven version av " I'm So Excited ", "Neutron". Dance", och "Baby Come And Get It". Den är känd för att ha Ruths huvudsång på " Automatic " och " Neutron Dance ", och som nådde topp tio på Billboard Hot 100 Chart och ledde till att gruppen vann två Grammy Awards. 1988 gav Pointer sångrösten till karaktären Rita i Disney -filmen Oliver & Company, där hon sjöng låten "Streets of Gold" likväl som en repris av låten "Why Should I Worry" med kollegan Billy Joel. De fick sällskap av Ruths dotter Issa på 1990-talet. Gruppen fick en stjärna på Hollywood Walk of Fame 1994.
I oktober 2021 tävlade Ruth i säsong sex av The Masked Singer som "Cupcake". Hon avslöjade vid avtäckningen att hon skulle uppträtt i showen som en del av en duo med sin syster Anita i en tvådelad och omfärgad Cupcake-kostym. Anita hade blivit sjuk som då tvingade Ruth att uppträda ensam.
I och med Bonnie och Anita Pointers död 2020 respektive 2022 är Ruth Pointer den sista överlevande grundarmedlemmen av The Pointer Sisters.

## Privatliv
Pointer har varit gift fem gånger och har fem barn. 
Pointer gifte sig med Michael Sayles 1990 och vid 47 års ålder 1993 födde hon tvillingar, en pojke som heter Conor och en flicka som heter Ali. Både Issa Pointer och Ruths barnbarn Sadako Pointer (född 1984) har uppträtt som medlemmar i Pointer Sisters.   Pointer bor i Hopedale, Massachusetts med sin man.